# Les États-Unis d'Albert
Les États-Unis d'Albert è un film del 2005, diretto da André Forcier e prodotto da Yves Fortin, André Martin e David Kodsi.
Il film è stato trasmesso in anteprima al Festival de cinéma des trois Amériques a Québec il 30 marzo 2005; distribuito in Québec dalla Christal Films dall'8 aprile 2005 ed in Francia dalla K'ien distribution dal 19 luglio 2006.

## Trama
Il film racconta la storia di un giovane canadese di 25 anni, Albert Renaud, (Éric Bruneau), che vuol essere un attore di Hollywood per diventare famoso e amato in tutto il mondo.
Siamo nel 1926 ed il celebre Rodolfo Valentino è appena morto. Jane Pickford, l'anziana professoressa d'arti drammatiche (83 anni) del giovane Albert, è la zia di Mary Pickford, presidente della United Artists. Jane offre come regalo d'addio al suo allievo un bel costume da sceicco, lo stesso che portava Valentino nel suo film: "I figli dello sceicco".  Il giorno della sua partenza per Hollywood, Jane chiede ad Albert un bacio di addio in cambio della lettera di raccomandazione, vero e proprio "passaporto" per Hollywood, da consegnare alla nipote Mary. Albert obbedisce ma prima di andare la professoressa gli rivela tutto il suo impossibile amore e quest'ultimo appassionato addio che Albert regala a Jane è però fatale per quest'ultima che muore.
Nel treno per Los Angeles, il Silver Bullet, Albert incontra e affida il suo sogno a Grazia, una giovane militante fondamentalista capace di rendere tutti gli uomini pazzi d'amore, ma è Albert che fa battere il suo cuore. Un giornalista geloso, che si trova sul treno, caccia fuori il giovane Albert che termina il viaggio verso gli Stati Uniti superando il deserto dell'Arizona a piedi in compagnia di Jack Dekker (Roy Dupuis), un giocatore professionista di golf, persona non gradita in Arizona. Nel corso di questo viaggio, Albert scopre che il mondo intero non sostituisce l'amore di una donna e riuscirà comunque a conquistare tutti gli schermi dell'America, anche se a modo suo.

## Riconoscimenti
- 2005 - Directors Guild of Canada
  - Candidatura al Crafl Award per la miglior produzione artistica: Gilles Aird
- 2005 - Jutra Awards
  - Candidatura al premio per la miglior direzione artistica: Gilles Aird